# جانوس ناغي بالوف
جانوس ناغي بالوف (بالمجرية: Nagy Balogh János)‏ هو رسام مجري، ولد في 2 أغسطس 1874 في Kispest ‏ في المجر، وتوفي في 22 نوفمبر 1919 في بودابست في المجر.

## معرض صور

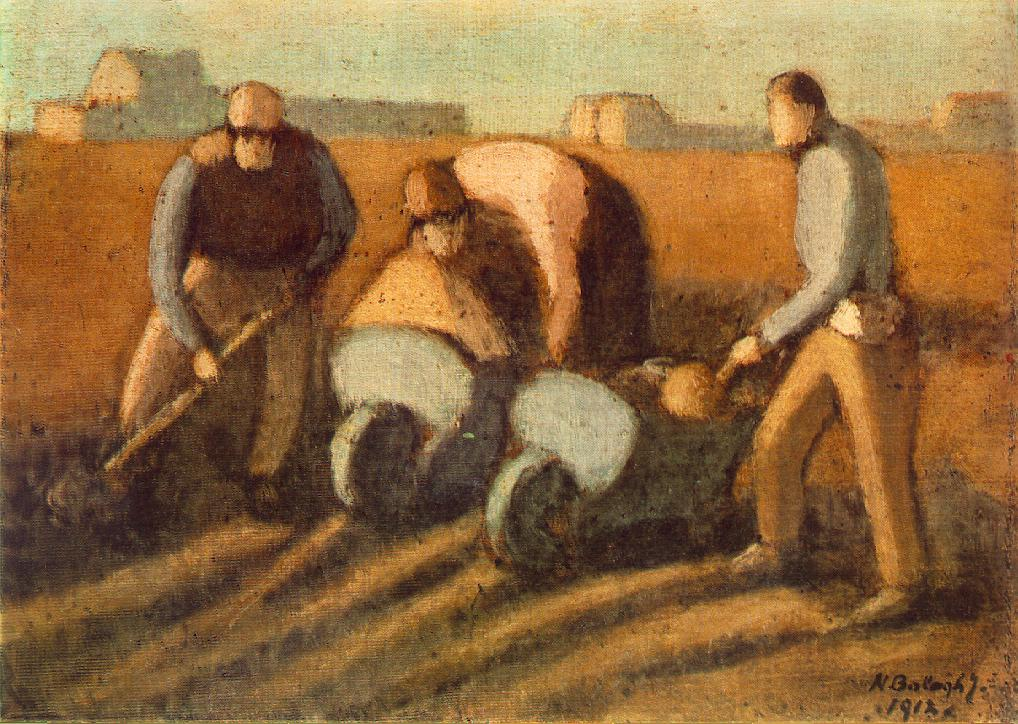
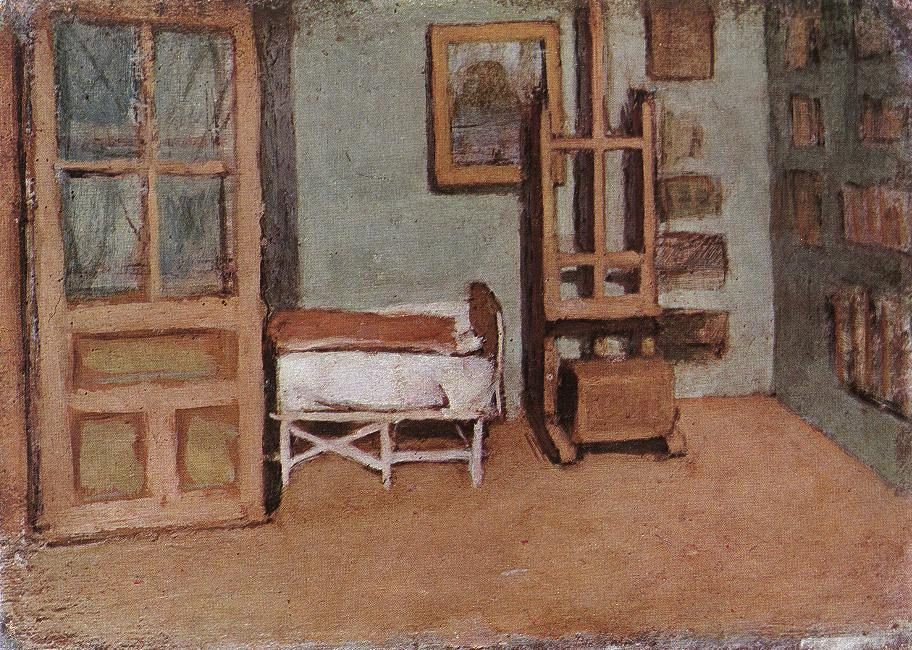
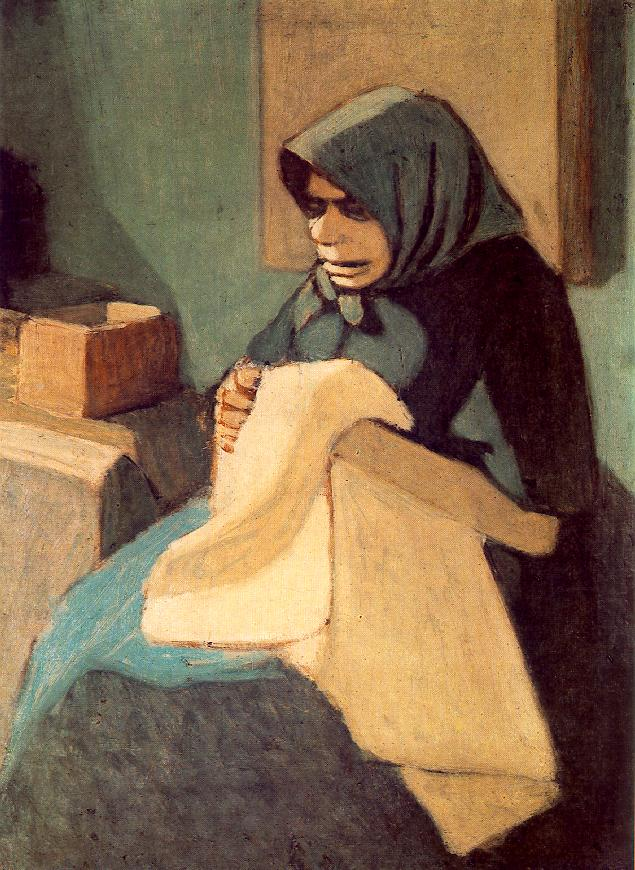
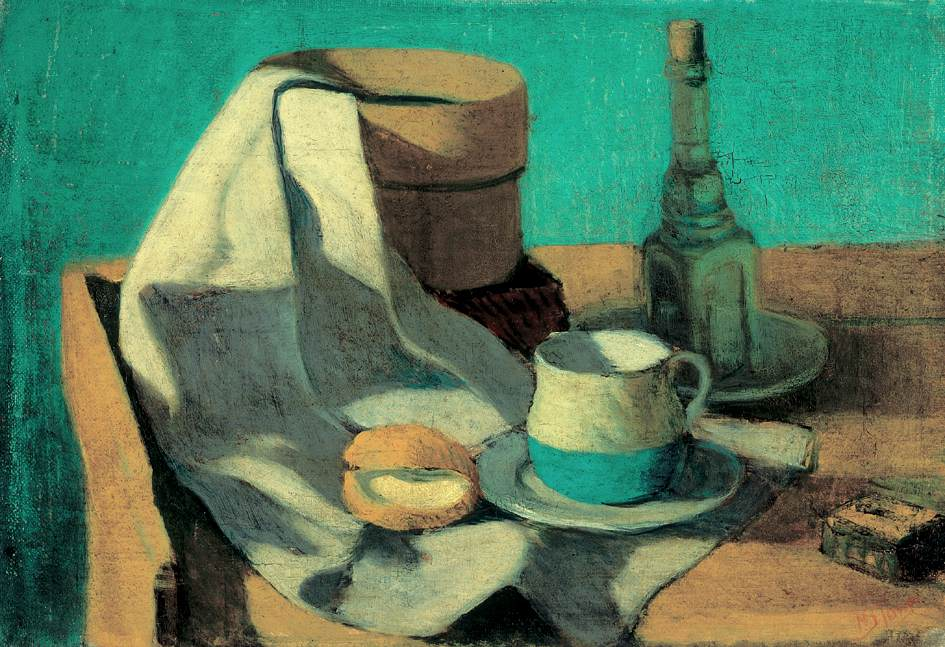